# Televisora Nacional (Panamá)
Televisora Nacional (más conocido como TVN) es un canal de televisión abierta panameño operado por TVN Media. Su primera transmisión ocurrió el 23 de abril de 1962, siendo así la segunda televisora más antigua de Panamá. Comparte y disputa el primer lugar de audiencia en Panamá, con su principal competidor Telemetro.

## Historia

### Inicios
Con la participación y apoyo de la cadena norteamericana ABC, la familia Chiari inaugura el 23 de abril de 1962 la cadena, Televisora Nacional, S.A. (Tevedos), entrando en el mercado de la televisión panameña ofreciendo al público una opción de entretenimiento rompiendo así el monopolio que dominaba su competidor RPC. 
En 1967 la emisora adquiere su primera unidad móvil y logra transmitir  programas en vivo como La Lotería y las carreras del Hipódromo Presidente Remón.
En 1969, con el inicio de transmisiones vía satélite en el país, TVN fue uno de los canales en emitir el aterrizaje del Apolo XI a la Luna y en 1972 se convirtió en el primer canal en Panamá en transmitir en color.
En 1978, Televisora Nacional transmitió el Mundial de Fútbol de 1978, aunque en diferido, ya que el canal RPC TV tenía los derechos para la transmisión en directo. La narración de los partidos estuvo a cargo del periodista José Beck (de nacionalidad española), quien falleció en 1992, por lo cual los palcos de prensa del Estadio Rommel Fernández llevan su nombre.  
En 1983, la compañía Teleinversiones, liderada por el empresario Carlos Bautista, adquiere TVN como empresa pública. 
A mediados de 1988, TVN entra en un período de crisis financiera, que conlleva a despidos masivos del personal. Para ese tiempo, el Estado expropia la estación y su contenido pasa a ser controlado por la dictadura del General Manuel Noriega.
En 1990, con la caída de la dictadura militar, y luego de una gran inestabilidad política y financiera, un grupo de jóvenes inversionistas fundan el Grupo Nacional de Televisión y adquieren el canal. 
En 1993, entra como Gerente General Pedro Díaz y se transmite por primera vez el Campeonato Nacional de Béisbol Mayor. Las transmisiones deportivas consistía gran parte de la programación del canal, integrado por el fútbol nacional e internacional, baloncesto de la NBA, béisbol de MLB, Boxeo amateur y profesional y los Grand Slam de Tenis. 
En 1994, TVN empieza a transmitir en estéreo y se vuelve la primera cadena de televisión en implementar esa tecnología.
En 1999 se crea el primer sitcom panameño Solteras, la serie de terror Cuentos de la Tulivieja, el programa de concursos Lo tomas o lo dejas y el exitoso programa de ayuda social Qué tal si te digo (del formato original argentino Sorpresa y Media y español Sorpresa Sorpresa) que se mantuvo al aire hasta mediados de 2009.

### Años 2000
En 2001 se lanza al aire la primera telenovela producida por el canal, Linda Labé. Debido a su éxito, en 2002 TVN produjo la serie ¿Cómo casar a Chente?, con la dirección del director colombiano Pepe Sánchez.
En 2003, en conmemoración del 100º aniversario de la independencia, el canal produce programas especiales sobre la historia del país. Algunas de sus miniseries fueron El caudillo, Llegó Matea y Con ardientes fulgores de gloria.
En 2004, TVN firmó una alianza de exclusividad con la cadena Telemundo de Estados Unidos, lo que le permitió transmitir sus telenovelas en Panamá. Además, el canal también comenzó a emitir producciones de la cadena colombiana Caracol Televisión.
Debido a la oferta deportiva que fue desarrollando TVN, en 2005 toda su programación deportiva se traslada a TVMax (Canal 9). Un año después, TVN estrenó una nueva imagen corporativa con nuevo paquete de gráficas.
Desde 2008, TVN es miembro de la Alianza Informativa Latinoamericana (AIL) y de la Organización de Televisión Iberoamericana.

### Años 2010
El 4 de abril de 2011, TVN se convirtió en el segundo canal panameño en transmitir en la plataforma de televisión digital terrestre (TDT), usando el estándar de vídeo DVB-T y audio Dolby 5.1. 
En abril de 2016, el canal estrenó nuevo eslogan y línea gráfica. En agosto del mismo año, durante el estreno de Big Brother, TVN volvió a renovar su línea gráfica.
En enero de 2017, TVN estrena un nuevo logo y nueva línea gráfica, al mismo tiempo que estrena la novela colombiana de Caracol Televisión, Polvo Carnavalero, pero con un título adaptado, Aventura de Carnaval.
En enero de 2019, la cadena compró los derechos de las telenovelas producidas por la cadena brasileña Rede Globo, con el estreno de Totalmente Diva en horario matutino.

### Años 2020
En junio de 2021, lanzó el sitio web, «tvnpass.com», que se trató de un sitio con transmisión en vivo las 24 horas del día, con novelas emitidas por el canal, noticias, deportes y demás contenido.
En octubre de 2022, la plataforma web, TVN Pass pasó a convertirse también en una aplicación móvil. A finales de ese mismo mes, TVN lanzó una nueva imagen y gráficas bajo el eslogan La Emoción de Estar.

## Programación actual
La programación del canal es generalista. TVN transmite programas de producción propia entre las que se encuentran Hecho en Panamá con 37 años al aire y además cuentan con acuerdos con las productoras de Turquía, Colombia, México y Estados Unidos para la transmisión de telenovelas y películas. 

#### Programas periodísticos, noticieros e informativos
- TVN Noticias (1962-presente)
- Radar (2013-presente)
- Show TVN (2022-presente)

#### Entretenimiento
- Hecho en Panamá (1987-presente):
Es un programa de televisión de temática folclórica, se dedica a promover y destacar la cultura, tradiciones y el folclore del país, transmitido los sábados.[5]
- El Reto de Trovadores (2003-2013, 2015, 2022-):
Es una competencia tradicional de trovadores masculinos, quienes se enfrentan en un duelo de décimas cantadas en galas semanales, un tipo de poesía improvisada. La versión de 2023 se basó de competencia de trovadoras.
- Canta Conmigo (2008-2014, 2024-):
Es una competencia de canto infantil, donde niños y niñas panameños compiten cantando durante diferentes galas semanales para lograr obtener el puntaje más alto, y no ser eliminados.
- Héroes por Panamá (2011-):
Es un programa televisivo anual que tiene como objetivo reconocer y destacar a personas o grupos que realizan actos extraordinarios de altruismo, solidaridad y trabajo comunitario en el país.
- Jelou! (2016-presente):
Es un programa de televisión matutino diario que ofrece una mezcla variada de contenidos que incluyen entrevistas, noticias de actualidad, segmentos de salud, cocina, moda, belleza, consejos para el hogar y muchas otras temáticas de interés general. Es el segundo morning show del canal después de Buenos Días (2011-2016).
- El Pop Corn:
Es un programa de entretenimiento que se enfoca en temas relacionados con el cine, la televisión y el mundo del espectáculo. El programa ofrece reseñas de películas, entrevistas con actores y directores, avances de próximos estrenos, recomendaciones de series y todo lo relacionado con la cultura pop. Anteriormente transmitido por el canal Nex Panamá, y en TVMax, antes de transmitirse los días domingos por TVN.
- Amigos de Huellas (2021-presente):
Es un programa de televisión dedicado a promover el bienestar animal y fomentar la conciencia sobre la importancia del cuidado y la protección de los animales, transmitido los días domingos.
- La Máscara (2022-2024):
Es la versión panameña del exitoso programa internacional The Masked Singer, se trata de un concurso de canto en el que celebridades compiten en galas semanales, mientras ocultan su identidad bajo elaborados disfraces y máscaras. Anteriormente titulado, ¿Quién es la Máscara?.
- Elegidos por su Chispa (2023-presente):
Es un proyecto que busca apoyar nuevos artistas locales, en colaboración con la marca, Cerveza Panamá.

### Programas anteriores
- La Cáscara (1996-2024)
- Tu día de suerte
- Que tal si te digo
- 100 Panameños dicen (2006)
- Vive la Música (2006-2010, 2012, 2019)
- Al descubierto (2007-2016)
- Muévelo (2009-2011)
- Buenos Días (2011-2016)
- Dancing with the Stars (2012-2015)
- Tu cara me suena (2013-2019, 2025)
- A todo o nada (2014-2015)
- Sabores del Chef (2015-2016)
- Suelta el Wichi (2015-2018) (también transmitido por TVMax)
- Tu cara me suena kids (2016)
- Esto es guerra (2016-2018)
- Big Brother (2016)
- La Última Hora
- Pritty Fonda (2016)
- Oye mi Canto (2017)
- Dale Like a mi Baile (2018)
- Recetas Solidarias (2019)
- Contactos (2020)
- Buenos Sabores (2020)
- Mi Familia Cocina Pritty (2020-2021)
- Que dice la Gente (2021)
- Súper Mamás (2021-2023)
- Panama Race (2021)
- Pasapalabra (2021-2022)
- El Poder del Amor (2021-2022) (como medio de difusión, producción de la empresa, Production House)
- Versus (2023)
- Casi las Cinco (2023-2024)
- De frente con Sabrina Bacal (2023-2024)

#### Telenovelas nacionales
- Linda Labé (2001)
- ¿Cómo casar a Chente? (2002)
- Sueños de Verano (2011)
- Una Maid en Paitilla (2015)